# Colonfay
Colonfay är en kommun i departementet Aisne i regionen Hauts-de-France i norra Frankrike. Kommunen ligger  i kantonen Sains-Richaumont som ligger i arrondissementet Vervins. År 2022 hade Colonfay 72 invånare.

## Befolkningsutveckling
Antalet invånare i kommunen Colonfay
Referens: INSEE